# Szarchüügijn Tümenceceg
Szarchüügijn Tümenceceg (mong. Шархүүгийн Түмэнцэцэг; ur. 24 czerwca 1990) – mongolska zapaśniczka w stylu wolnym. Srebrna medalistka igrzysk azjatyckich w 2018. Zdobyła cztery medale na mistrzostwach Azji, srebrny w 2014 i 2018; brązowe w 2011 i 2013. Trzecia w Pucharze Świata w 2018 i czwarta w 2011 roku.
Absolwentka Państwowego Uniwersytetu Mongolskiego w Ułan Batorze.